# Eulogi de Còrdova
Sant Eulogi de Còrdova (Còrdova, ~819 - 11 de març de 859) va ésser un prevere mossàrab de Còrdova, que va morir màrtir per no voler renunciar a la seva fe cristiana durant l'emirat d'Abd-ar-Rahman II i Muhàmmad I. Venerat com a sant, és un dels Màrtirs de Còrdova.

## Biografia
No se sap del cert quan va néixer, però deu haver estat abans del 819, ja que al 848 és un prevere ja reconegut a lloc tan llunyans com Catalunya i Navarra, i llavors no s'ordenaven preveres menors de trenta anys. Provenia d'una família cristiana noble i propietària de terres a Còrdova. Els governants musulmans permetien i toleraven la fe cristiana: podien professar-la en privat, accedir a càrrecs públics, tenir una jerarquia eclesiàstica, monestirs, etc. No podien, però, manifestar públicament la fe ni predicar-la, ni intentar convertir els creients d'altres religions. El sant, com els seus cinc germans, va rebre una bona educació, sota la supervisió de la seva mare Elisabet. El més jove d'ells va tenir un càrrec al palau de l'emir; dos altres germans, Àlvar i Isidor, van ser mercaders i comerciaven amb països de Centreuropa. De les germanes, Niola va restar amb la seva mare i Anulona va fer-se monja.

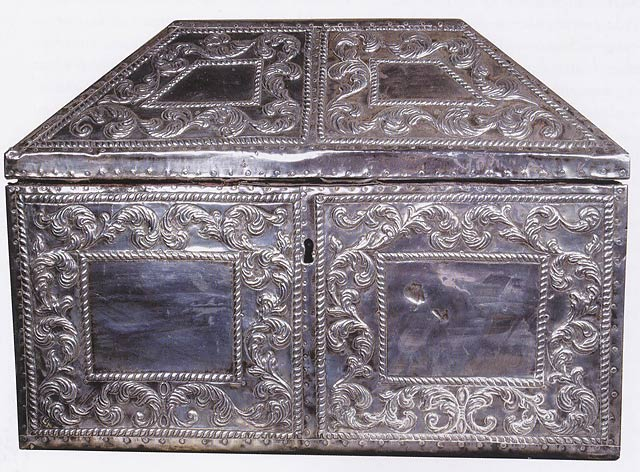
Arca de S. Eulogi i S. Leocrícia, a la Cámara Santa d'Oviedo.

Va completar els estudis al monestir de Sant Zoil; en acabar-lo, va viure amb la seva família, tenint cura de la seva mare i va estudiar amb mestres com l'abat Speraindeo, conegut autor teològic. Va conèixer Àlvar Paul, condeixeble seu, i tots dos van conrear la ciència i el pensament. Es conserva un bon nombre de cartes creuades entre els dos. Àlvar es va casar, però Eulogi va seguir la carrera eclesiàstica i va ésser ordenat sacerdot pel bisbe Recafred de Còrdova.
Va viatjar a Catalunya, Navarra, Saragossa, Calataiud, Arcòbriga, Sigüenza i Complutum (Alcalá de Henares), passant per Toledo, on va conèixer el bisbe Wistremir. Va recollir experiències i va adquirir llibres llatins per a les escoles de Còrdova. Per la seva defensa del cristianisme mossàrab va ésser empresonat, juntament amb el bisbe Saül de Còrdova. Allí va començar a escriure el Memorial dels sants, una llarga epístola al bisbe de Pamplona i el Document dels màrtirs, dedicat a les santes màrtirs Flora i Maria, empresonades com ell. Va ésser alliberat el 29 de novembre de 851.
En accedir al tron Muhàmmad I, les mesures contra els cristians es van endurir. Eulogi estava vigilat permanentment i canviava constantment de casa. El 858, una dona anomenada Leocrícia, de noble família musulmana, va voler convertir-se al cristianisme i va demanar a Eulogi protecció contra els seus parents. Eulogi l'amagà a casa d'uns cristians, però van ser descoberts i detinguts. Eulogi va ésser jutjat per l'emir, davant del qual va fer una defensa del cristianisme. Condemnat a mort, Eulogi va ésser decapitat el dia 11 de març de 859, i santa Leocrícia, el 15 de març.
Eulogi havia estat escollit poc abans com a arquebisbe de Toledo, però no va arribar a ésser consagrat, ja que va ser detingut i executat.

## Veneració
Les restes d'Eulogi van ésser enterrades al monestir de San Zoilo. El 883, Alfons III d'Astúries va obtenir de l'emir les relíquies del sant i de Leocrícia, i les va portar a la Catedral de San Salvador d'Oviedo, dipositant-les a la Capella de Santa Leocàdia. El 1303 van traslladar-se a la Cámara Santa de la catedral.

## Obres
Era molt humil, malgrat que se'n reconeguessin els seus dots. Va escriure els fets esdevinguts entre els cristians hispànics del 848 al 859, explicant especialment la persecució feta pels musulmans a Còrdova i les vides dels màrtirs. També se li atribueix el comentari i traducció més antic de l'Alcorà en una llengua diferent a l'àrab, quan va traduir la sura al-Ahzab, versey 37, cap a l'any 857.
Les seves obres són: el Memoriale sanctorum, el Documentum martyriale i tres cartes, escrites a la presó. També se'n conserven l'Apologeticum Sanctorum Martyrum (857), la Passio sanctorum martyrum Georgii monachi, Aurelii atque Nathaliae i alguns himnes.